# Ernst Aigner
Ernst Aigner (Mödling, 31 oktober 1966) is een voormalig profvoetballer uit Oostenrijk, die speelde als Verdediger. Hij won driemaal de Oostenrijkse landstitel en speelde 11 interlands voor het Oostenrijks voetbalelftal.

## Clubcarrière
Aigner maakte zijn debuut als profvoetballer bij Admira Wacker tijdens het seizoen 1986/1987. Hij zou er tot de zomer van 1989 blijven. Tijdens het seizoen 1988/1989 eindigde hij met Admira Wacker op de tweede plaats in Oostenrijkse bundesliga en verloor hij ook in de finale van de Beker van Oostenrijk. In het tussenseizoen maakte Aigner de overstap naar Austria Wien, waarvoor hij vijf seizoenen zou spelen. Hij werd hier driemaal Oostenrijks landskampioen en won driemaal de ÖFB Pokal.
Nadien speelde Aigner nog twee seizoenen voor SKN Sankt Pölten in de Oostenrijkse tweede klasse om daarna terug te keren naar Admira Wacker. Na een passage bij ASK Kottingbrunn in de Regionalliga trok Aigner naar de amateurclub 1. SC Sollenau waar hij in 2011 zijn loopbaan als voetballer beëindigde.

## Interlandcarrière
Aigner speelde 11 keer voor de nationale ploeg van Oostenrijk in de periode 1989-1990. Hij maakte zijn debuut op woensdag 31 mei 1989 in een vriendschappelijke thuiswedstrijd tegen Noorwegen. Met Oostenrijk nam hij deel aan de WK-eindronde van 1990 in Italië, waar hij ook meespeelde in de drie groepswedstrijden. Oostenrijk kwam niet verder dan de groepsfase.

## Erelijst
Austria Wien
- Oostenrijks landskampioen

1990/91, 1991/92, 1992/93
- Beker van Oostenrijk

1990, 1992, 1994
- Oostenrijkse supercup

1990, 1991, 1992, 1993